# Эребё, Альберт
Альберт Эребё (нем. Albert Aereboe; род. 31 января 1889 г. Любек — ум. 6 августа 1970 г. Любек) — немецкий художник — модернист, представитель художественного направления Новая вещественность.

## Биография
Альберт Эребё родился в семье лютеранского священника, настоятеля Любекского собора. Обучался на церковного художника в Берлине с 1909 года. Позже в 1914—1916 изучал живопись в мюнхенской Академии искусств, в классе Гуго фон Габермана.
1919 — 1920 являлся членом художественного движения «Сецессион» и «Ноябрьской группы» в Берлине.
После службы в армии (1916—1920) стал преподавать в Государственной художественной школе в Касселе. В 1923 году получает звание профессора.
С 1925 года жил и работал на острове Зильт, а в 1939 году художник переехал в Берлин. В 1943 году в результате бомбардировки было уничтожено художественное ателье А.Эребё, и мастер снова уезжает на остров Зильт (Северное море). Только через 16 лет он вернулся в Любек.

## Премии и награды
- 1968 — Альберту Эребё присуждена премия Фридриха Хеббеля.